# Cascata do Laboreiro
A Cascata do Laboreiro é uma queda de água (cascata) localizada em Castro Laboreiro, Município de Melgaço, Distrito de Viana do Castelo, em Portugal. 
Esta queda de água é formada pelas águas do rio Castro Laboreiro que atravessa neste local serrano um acentuado desnível e precipita-se do cimo de altas fragas rochosas num mar de espuma branca.
Localiza-se numa paisagem de montanha nos domínios da freguesia de Castro Laboreiro, no alto planalto nortenho. Nas suas imediações existem vários vestígios megalíticos e a alguma distância a fronteira com Espanha.
Esta cascata encontra-se a sul da Ponte Velha de Castro Laboreiro e pode ser vista do cimo das muralhas do Castelo de Castro Laboreiro.

## Galeria de imagens

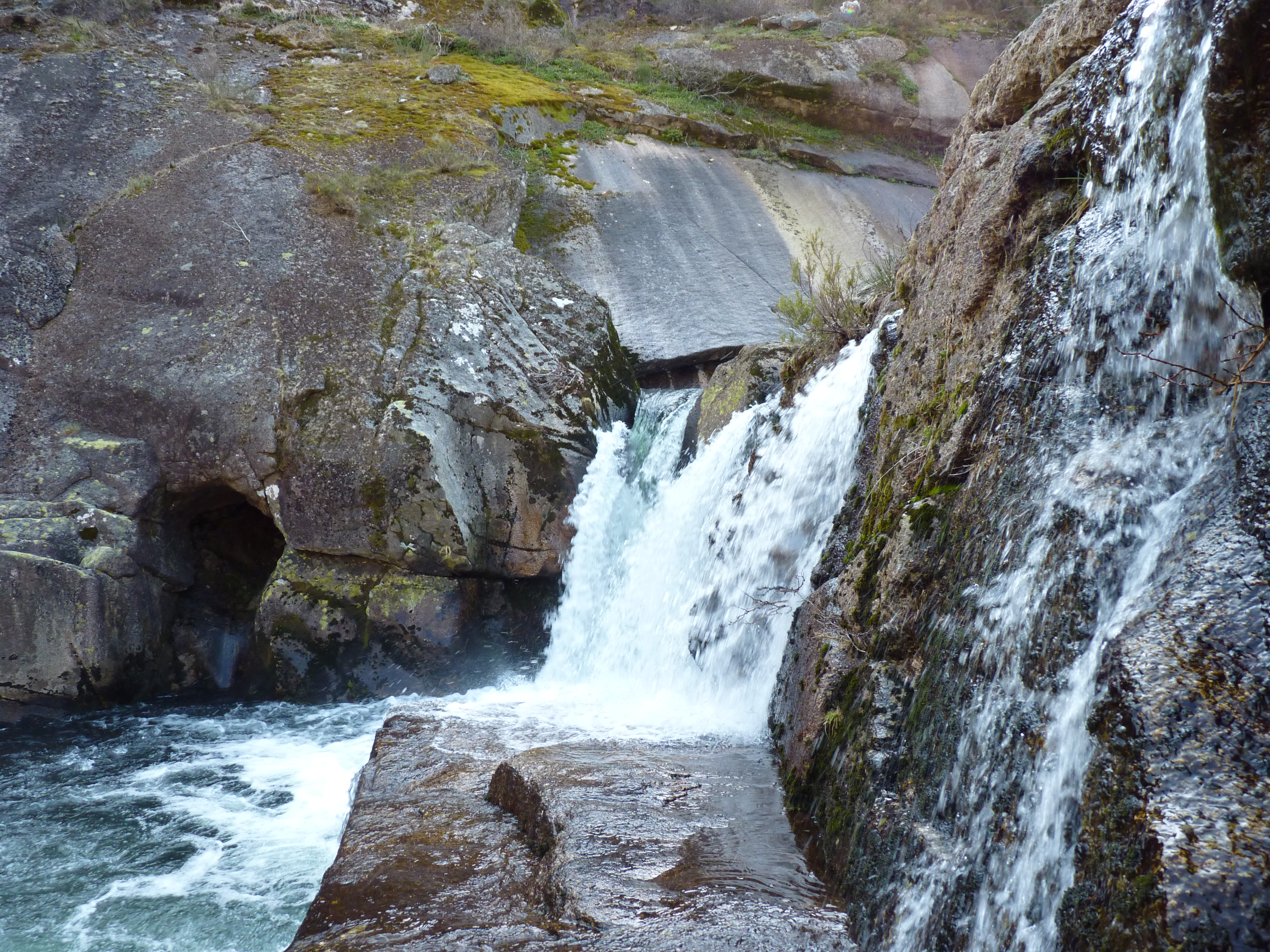
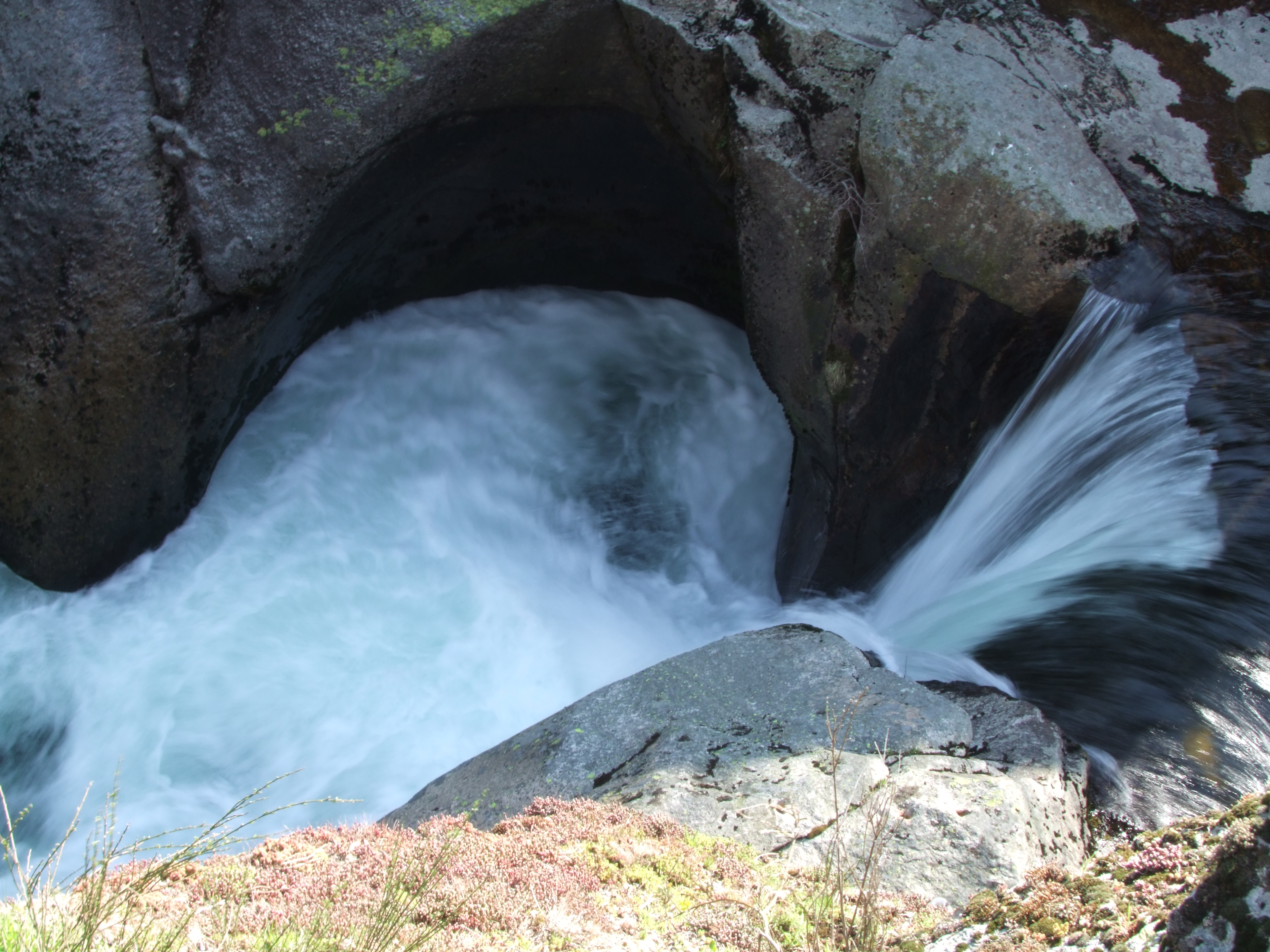
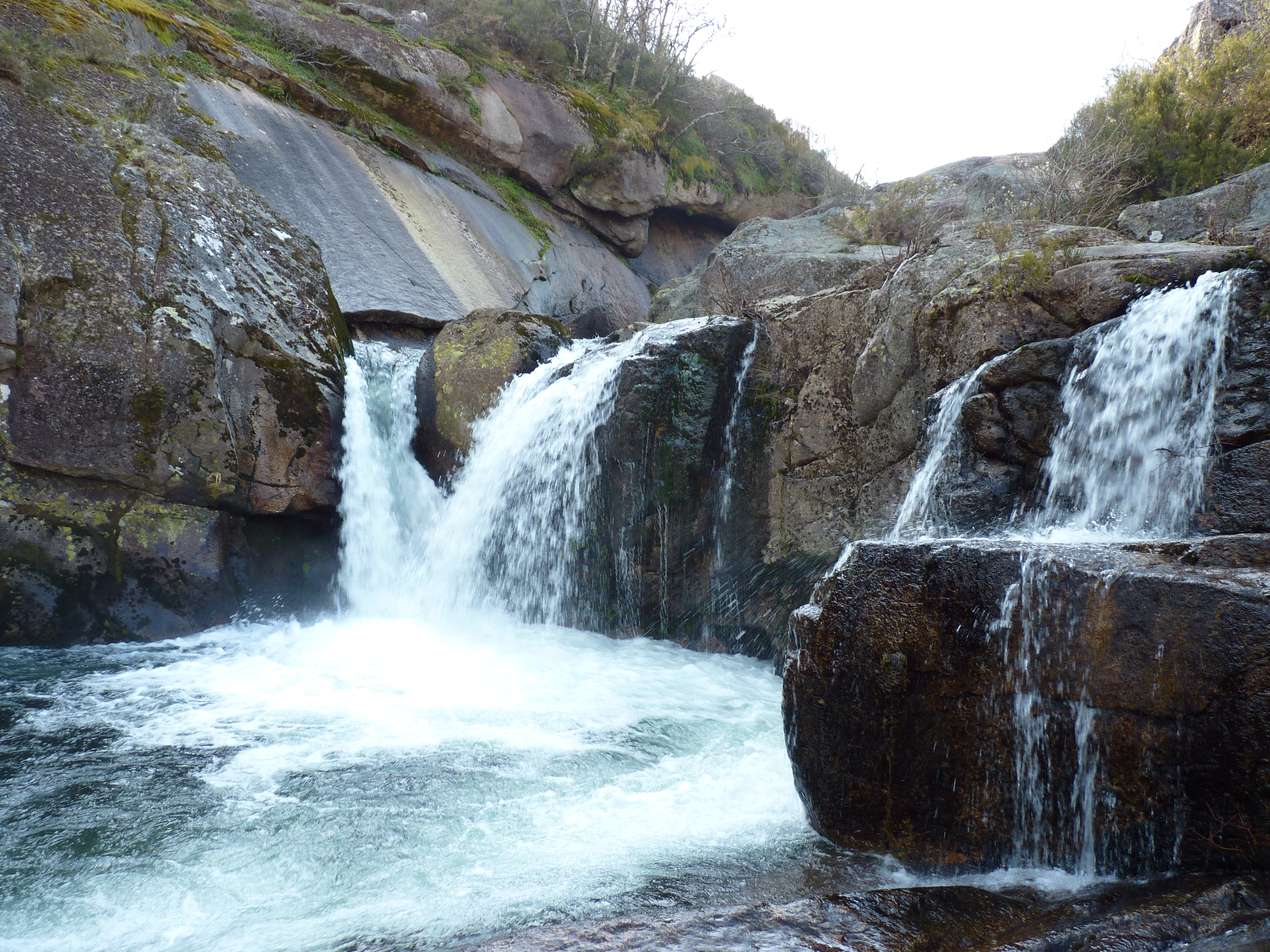